# Baszta Prochowa w Mieszkowicach
Baszta Prochowa – XV-wieczna baszta usytuowana na terenie miasta Mieszkowice, stanowiąca element zewnętrznego muru obronnego miasta.

## Historia

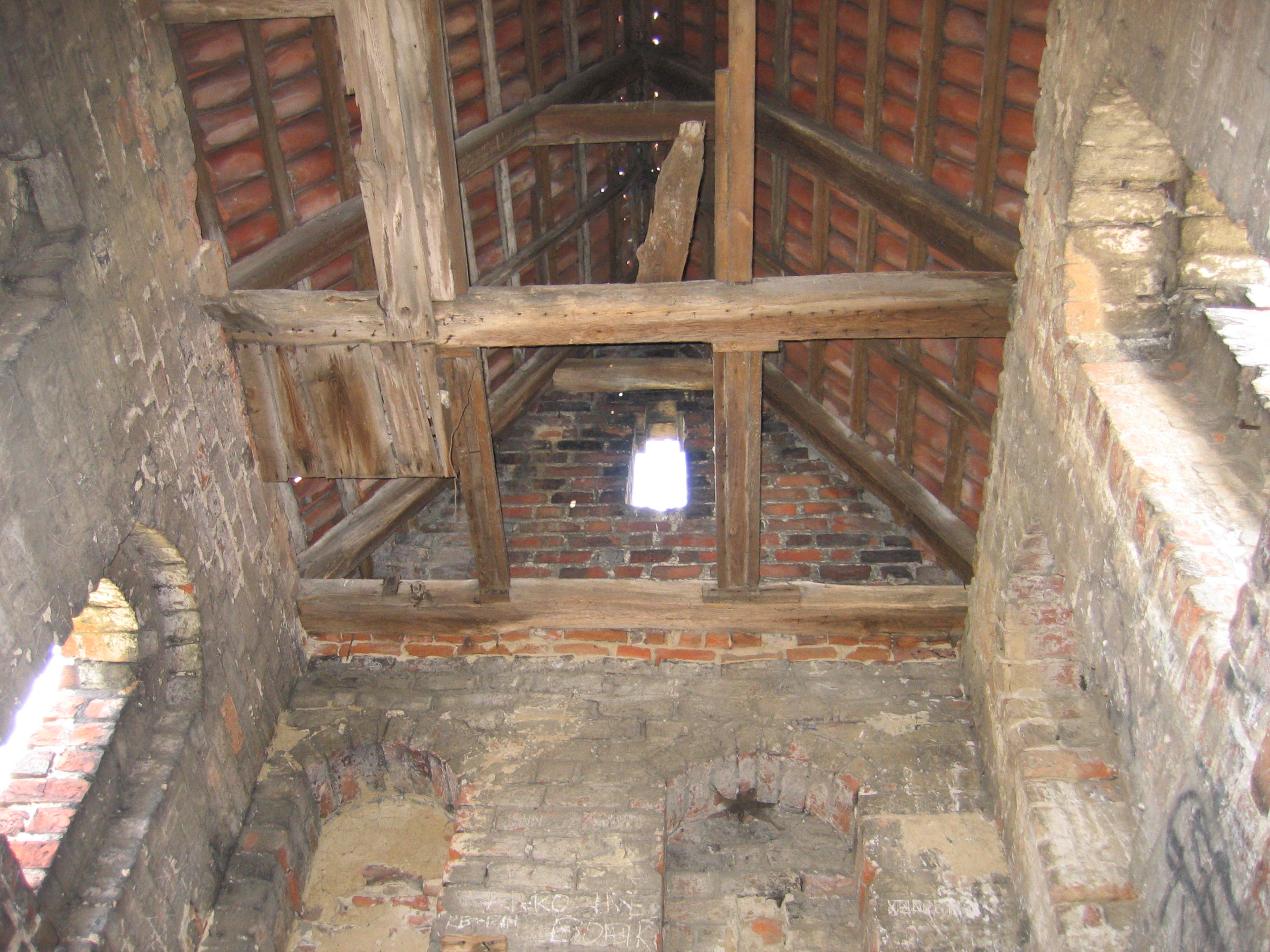
Wnętrze baszty

Baszta Prochowa została wzniesiona w XV wieku. Obiekt służył celom militarnym. W 1875 roku przystąpiono do rozbiórki obu zespołów bram miejskich w Mieszkowicach oraz wykonano przebicie otworu przejściowego w baszcie Prochowej. Obecnie na terenie miasta przetrwało 16 baszt wykuszowych podkowiastych i 15 prostokątnych, oraz baszta Prochowa w południowo-wschodnim narożniku miasta i zamurowany przejazd przy dawnej bramie Moryńskiej. Duża część murów i baszt jest zdewastowana.